# Matrix (nattklubb)

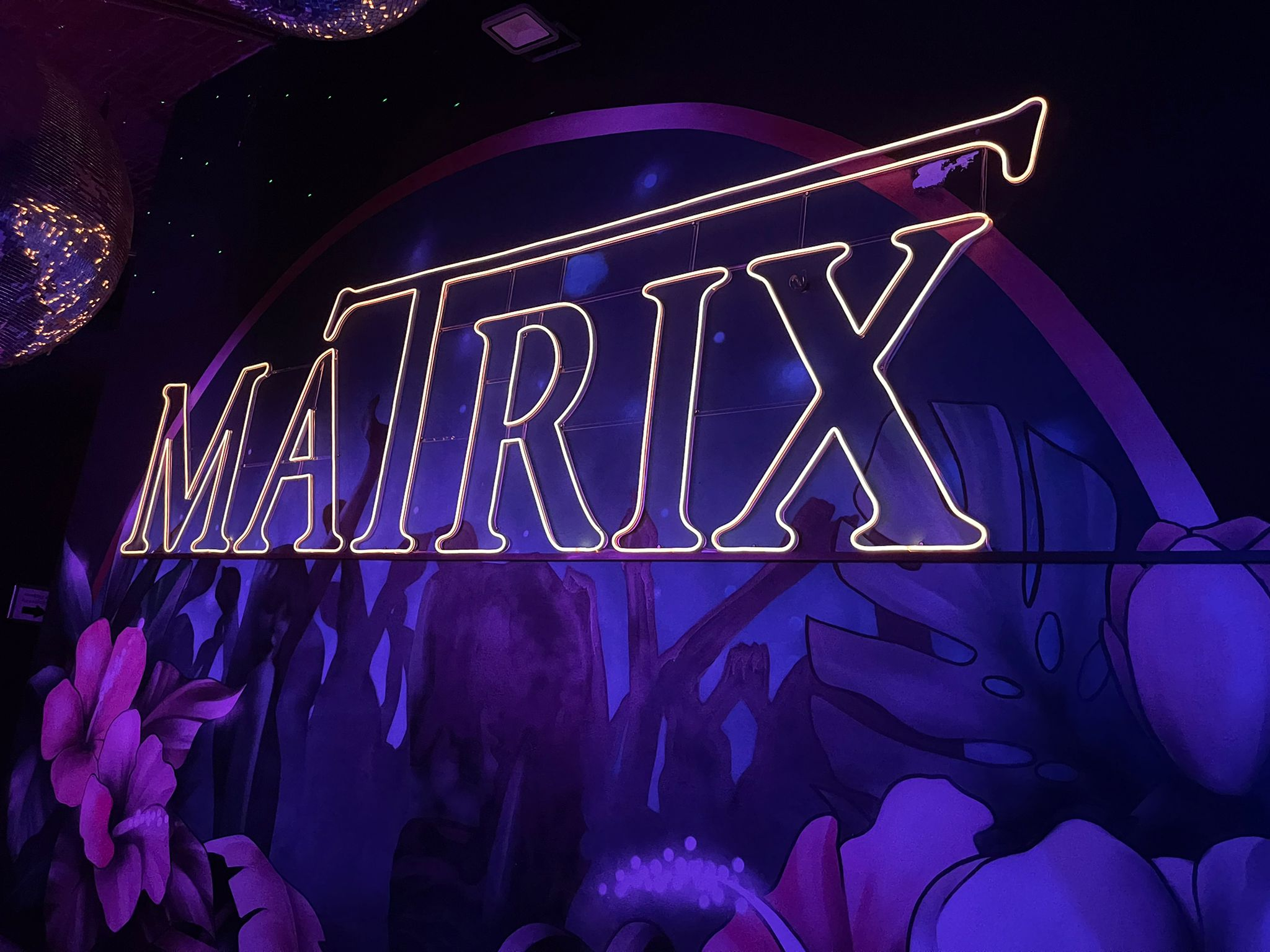
Matrix

Matrix är en nattklubb i stadsdelen Friedrichshain, Berlin, som öppnades år 1996. Den ligger vid Warschauer Platz 18, och ligger i tunnelbanans Warschauer Strasses källarvåning. Här är tio olika källarlokaler. Lokalernas innersta tak består av valv, som är skapat av tunnelbanans form. Nattklubben har upp till nio barer och fem dansgolv. Själva stället består av 2100 kvadratmeter, och är därför en av de största nattklubbarna i Berlin.
Från 1996 till år 2002 har många internationalt kända discjockeyer som Marusha, Chris Isaac, Westbam, Underground Resistance, Josh Wink, Lords of the Underground, Lady B, Sven Väth, Paul van Dyk och andra inom elektronisk musik uppträtt på Matrix.
Sedan 2003 har utbudet av artister, som har uppträtt blivit utvidgat, som exempel kan nämnas artister som Sabrina Setlur, Ne-Yo, Georges Morel, Vibe Kingz, DJ Size med flera.
Nattklubben Matrix har också deltagit i Berlin Love Parade i tre år, och här har man deltagit med egen lastbil. Stället kan också användas till inspelning av film eller till demonstration av varor etc.